# Анита (певачица)
Лариса де Македо Машадо (порт. Larissa de Macedo Machado; Рио де Жанеиро, 30. март 1993), позната као Анита (порт. Anitta), бразилска је певачица, текстописац, плесачица, глумица и телевизијска водитељка.

## Биографија и музичка каријера
Почела је да пева са 8 година у хору из католичке цркве у четврти Хонорио Гургел у Рио де Жанеиру. 2010. године, након што је видео објавио на Јутјубу, Ренато Азеведо, тада продуцент независне издавачке куће Фурасао 2000, позвао ју је да потпише уговор са издавачком кућом. Због успеха песме „Meiga e abusada“ 2012. године, следеће године је потписала уговор са компанијом Warner Music Brasil.
У 2013. години Анита је била певачица која је највише остала на врху Itunes у Бразилу и њу је изабрао исти као уметника године. Петострука је добитница за најбољи бразилски акт на MTV Europe Music Awards, и била је прва бразилска уметница који је освојила награду за најбољи латиноамерички акт.
Исте године је избацила и свој први албум који је убрзо постао веома популаран у Јужној Америци. Следеће године је избацила још један албум који је исто тако био популаран. Постала је најмлађа уметница која је имала перформанс на Греми наградама Латинске Америке. Има неколико успешних колаборација са Паблом Витаром и Малумом.
2017. године, према Билборд листи, је рангирана као једна од најутицајнијих познатих у друштвеним мрежама.
Дана 1. јануара 2018, Анитта је привукла више од 2,4 милиона људи на свој концерт у Копакабани, Рио де Жанеиро.

## Јавна личност
Певачицу је часопис Воуг уврстио међу 100 најутицајнијих и најкреативнијих људи на свету. Анита је изабрана због њеног „позитивног ангажовања око тела илустрованог потврдним избором да прикаже своју неизрециву слику у музичком споту„ Vai Malandra“. Критичари су говорили да је музика и спот „Vai Malandra“ „покренуо је жестоку расправу у Бразилу, разоткривајући друштвене линије неуспеха земље, бавећи се питањима неједнакости, расизма, сексистичког злостављања и присвајања културе“. Певачица је оптужена за „присвајање културе“ од стране црначких активиста, за ношење плетеница у споту. Анита има огроман број ЛГБТ+ следбеника. Када је одбила да јавно не одобри кандидатуру десничарског конзервативног председника Бразила, Жаира Болсонара, добила је много критика од својих обожавалаца и медија.
Имала је пар пластичних операција и планира још неколико. У Латинској Америци је добила титулу секс симбола. Медији је описују као сензуалну, сексуалну, помало вулгарну, али веома страствену уметницу. 

## Особа иза камере
Анита се изјаснила као бисексуална на мрежи Твитер и постала је веган након што је одледала документарни филм "Cowspiracy". Поред матерњег португалског, прича шпански и енглески течно. Била је удата за успешног бразилског бизнисмена Тијага Магалеса, али се после годину дана развела. 
Једном приликом је рекла да, у случају да није постала певачица, школовала би се за психолога.
Анита је познати филантроп. 2014. донирала је прихватилишту које је примило бескућнике из олује која је погодила град Вила Вела, а такође је наступала у јавној школи за људе са Дауновим синдромом на Куритиби.
2016. године давала је донације људима који живе у фавели Божији Град (Citade de Deus), у њеном родном граду Рио де Жанеиру.

## Дискографија

### Албуми
- (2013)
- (2014)
- (2015)
- (2019)
- (2022)
- (2024)
- (2024)

### Спотови
| Спот                            | Година | Режисер                              |
| ------------------------------- | ------ | ------------------------------------ |
|                                 | 2012   | Galerão Filmes                       |
|                                 | 2012   | Блејк Фарбер                         |
|                                 | 2013   | Тијаго Калвињо                       |
|                                 | 2013   | Eduardo Magalhães                    |
|                                 | 2013   | Тијаго Калвињо                       |
|                                 | 2014   | Фред Оуро Прето                      |
|                                 | 2014   | Крис Винтер                          |
|                                 | 2014   | Фред Оуро Прето                      |
|                                 | 2014   | Алекс Миранда                        |
|                                 | 2015   | Алекс Миранда                        |
|                                 | 2015   | Густаво Камачо                       |
|                                 | 2015   | Bruno Ilogti                         |
|                                 | 2016   | Bruno Ilogti                         |
|                                 | 2016   | Bruno Ilogti                         |
|                                 | 2016   | Џуан Пабло Валенсија                 |
|                                 | 2016   | Џеси Тереро                          |
|                                 | 2017   | Mess Santos, Phill Mendonça          |
|                                 | 2017   | Rain Sky Films                       |
|                                 | 2017   | Bruno Ilogti                         |
|                                 | 2017   | Bruno Ilogti                         |
|                                 | 2017   | Мануел Ногуеира                      |
|                                 | 2017   | Мануел Ногуеира                      |
|                                 | 2017   | Bruno Ilogti                         |
|                                 | 2017   | Тери Ричардсон                       |
|                                 | 2018   | 36 Grados                            |
|                                 | 2018   | Bruno Ilogti                         |
|                                 | 2018   | Мес Сантос                           |
|                                 | 2018   | Џоана Мазучели                       |
|                                 | 2018   | Breno Pineschi, Rafael Cazes         |
|                                 | 2018   | 36 Grados                            |
|                                 | 2018   | Џуниор Бил                           |
|                                 | 2018   | João Papa                            |
|                                 | 2018   | João Papa                            |
|                                 | 2018   | João Papa                            |
|                                 | 2018   | João Papa                            |
|                                 | 2019   | João Papa                            |
|                                 | 2019   | Данијел Дјуран                       |
|                                 | 2019   | Лула Карвалхо                        |
|                                 | 2019   | Еиф Ривера                           |
|                                 | 2019   | João Papa                            |
|                                 | 2019   | João Papa                            |
|                                 | 2019   | Лула Карвалхо                        |
|                                 | 2019   | Лула Карвалхо                        |
|                                 | 2019   | Лула Карвалхо                        |
|                                 | 2019   | Педро Молинос                        |
|                                 | 2019   | Bruno Ilogti                         |
|                                 | 2019   | João Papa                            |
|                                 | 2019   | Bruno Ilogti                         |
|                                 | 2019   |                                      |
|                                 | 2019   | Jovan Todorovic                      |
|                                 | 2019   | will.i.am, Pasha Shapiro,Ernst Weber |
|                                 | 2019   | Leo Ferraz                           |
|                                 | 2019   |                                      |
|                                 | 2019   | Nixon Freire                         |
|                                 | 2020   | George Nienhuis                      |
| Me Gusta                        | 2020.  | Даниел Расел                         |
| Turbo Mode                      | 2020.  |                                      |
| Mi Niña Remix                   | 2021.  |                                      |
| Girl From Rio                   | 2021.  | Giovanni Bianco                      |
| SexToU (Maloqueira Vem Jogando) | 2021.  |                                      |
| Mon soleil                      | 2021.  |                                      |
| Faking Love                     | 2021.  |                                      |
| Envolver                        | 2021.  |                                      |
| Suéltate                        | 2021.  |                                      |
|                                 | 2021   |                                      |
|                                 | 2022   | Кристијан Бреслауер                  |
|                                 | 2022   |                                      |
|                                 | 2022   |                                      |
|                                 | 2022   |                                      |
|                                 | 2022   | Кристијан Бреслауер                  |
|                                 | 2022   |                                      |
|                                 | 2022   | Paladino                             |
|                                 | 2022   |                                      |
|                                 | 2022   |                                      |
|                                 | 2022   |                                      |
|                                 | 2023   |                                      |
|                                 | 2023   |                                      |
|                                 | 2023   |                                      |
|                                 | 2023   |                                      |
|                                 | 2023   |                                      |
|                                 | 2023   | João Wainer,Ricardo Souza            |
|                                 | 2023   |                                      |
|                                 | 2023   |                                      |
|                                 | 2023   | Нуно Гомес                           |
|                                 | 2023   |                                      |
|                                 | 2023   |                                      |
|                                 | 2024   |                                      |
|                                 | 2024   |                                      |
|                                 | 2024   |                                      |
|                                 | 2024   |                                      |
|                                 | 2024   |                                      |
|                                 | 2024   |                                      |
|                                 | 2024   |                                      |
|                                 | 2024   |                                      |
|                                 | 2024   |                                      |
|                                 | 2024   |                                      |
|                                 | 2024   |                                      |
|                                 | 2025   |                                      |
|                                 | 2025   |                                      |
|                                 | 2025   |                                      |